# Giulio Cesare Strozzi

Stemma degli Strozzi

Giulio Cesare Strozzi, marchese di Rocca e Cigliaro (... – 4 aprile 1631), è stato un nobile, politico e ambasciatore italiano.

## Biografia
Il marchese Giulio Cesare Strozzi era figlio di Pompeo Strozzi, della linea mantovana degli Strozzi, e di Ricciarda Gonzaga di Cesare (?-1577), dei Gonzaga di Novellara e Bagnolo.
Cameriere segreto del duca di Mantova Vincenzo I Gonzaga, nel 1602 venne eletto governatore di Casale e del Monferrato. Nel 1618 assieme alla sua famiglia venne messo sotto la protezione dell'imperatore Ferdinando II d'Asburgo. Nel 1627 fu ambasciatore dei Gonzaga in Inghilterra. Nel 1628 fu nominato da Carlo I di Gonzaga-Nevers Cavaliere dell'Ordine militare del Sangue di Gesù Cristo. Nel momento dell'assedio di Mantova del 1630, lo Strozzi venne incaricato dal duca di Mantova di trattare la sua capitolazione, ma non impedì la devastazione della città. Lo storico Pompeo Litta sostiene che presso lo Strozzi fosse conservato il cartone preparatorio della Guerra di Pisa, che Michelangelo avrebbe dovuto utilizzare per realizzare l'affresco nel Palazzo Vecchio di Firenze e che forse venne disperso durante il sacco di Mantova.
Giulio Cesare morì nel 1631.

## Discendenza
Sposò Anna del Carretto dalla quale ebbe otto figli:
- Gerio, governatore di Casale nel 1655
- Leone
- Ferdinando
- Lodovico
- Antonio
- Palla (?-1690), ambasciatore dei Gonzaga di Mantova
- Vittoria, sposò Scipione Capilupi
- Giulio (?-1685), religioso